# JKL파트너스
주식회사 JKL파트너스(영어: JKL Partners)는 대한민국의 사모펀드 운용사이다. 2025년 런던베이글뮤지엄 인수를 추진중에 있다
2025년 2016년에 560억원에 인수한 거흥산업의 파산 신청을 결의하고 서울회생법원에 파산 신청서를 접수하고 정식으로 파산 절차를 밟고 있다.

## 개요
사명인 JKL은 공동창업자이자 파트너 3명의 이니셜을 합친 것이다.

## 출자 회사
- 중소기업중앙회 노란우산공제[5]

## 사업
사모펀드, 바이아웃, 메자닌 투자 및 금융자문업무 등

## 투자 기업
- GS ITM
- 롯데손해보험
- 한국렌탈
- 테이팩스
- 한국정수공업
- 하이브론
- 원방테크
- 티라유텍[6]
- LS MnM
- 팬오션
- 거흥산업
- 까스텔바작
- 태경SBC
- 후이황
- GDK코스메틱
- 여기어때[7]